# Brama Chińska w Pszczynie

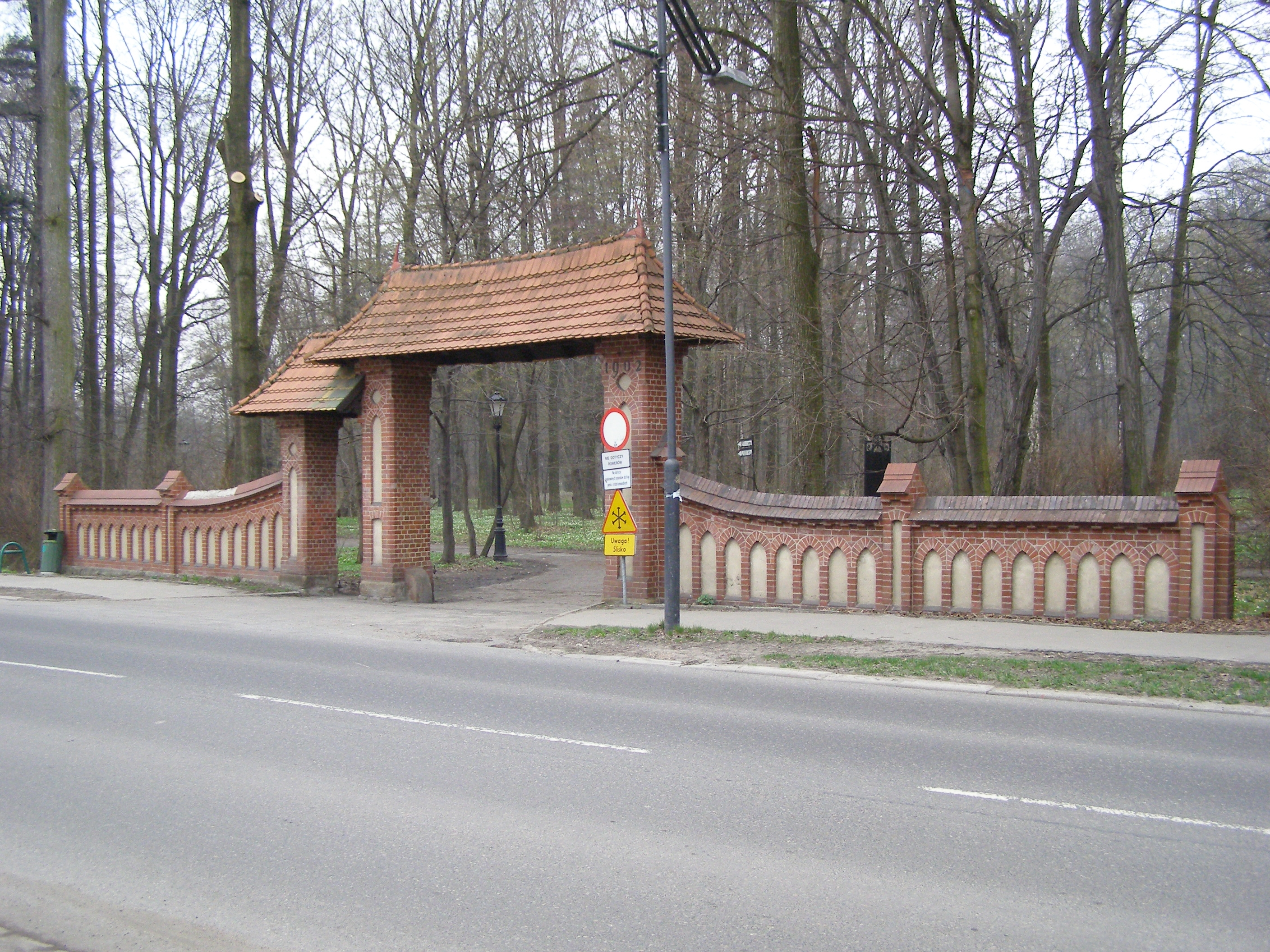
Brama Chińska w Pszczynie

Brama Chińska – murowana brama, stanowiąca jedno z wejść do Parku Zamkowego w Pszczynie od strony ul. Katowickiej. Jedyny zachowany (częściowo rekonstruowany) fragment dawnego ogrodzenia parku.
Wybudowana została w 1. dekadzie XX w. (na murze widnieje data 1902, czasami podawana jest data 1908). Składa się z bramy dla pojazdów oraz furty dla pieszych, do których po obu stronach przylegają po dwa przęsła ogrodzenia. Murowana z cegły, pola ślepych arkad w przęsłach ogrodzenia i filarach samej bramy tynkowane. Wszystkie elementy zwieńczone stromymi daszkami, krytymi czerwoną dachówką.
Brama stanowi pozostałość po romantycznej architekturze parkowej, nawiązując do formy bramy memorialnej paifang (lub pailou), wywodzącej się z Chin. Bramy takie wznoszono dla uczczenia wybitnej osobistości lub zaakcentowania ważnego miejsca.
Obiekt wpisano do rejestru zabytków nieruchomych województwa śląskiego (nr rej. A/1274/23 z 20 października 2023).